# Ічкерія (історична область)

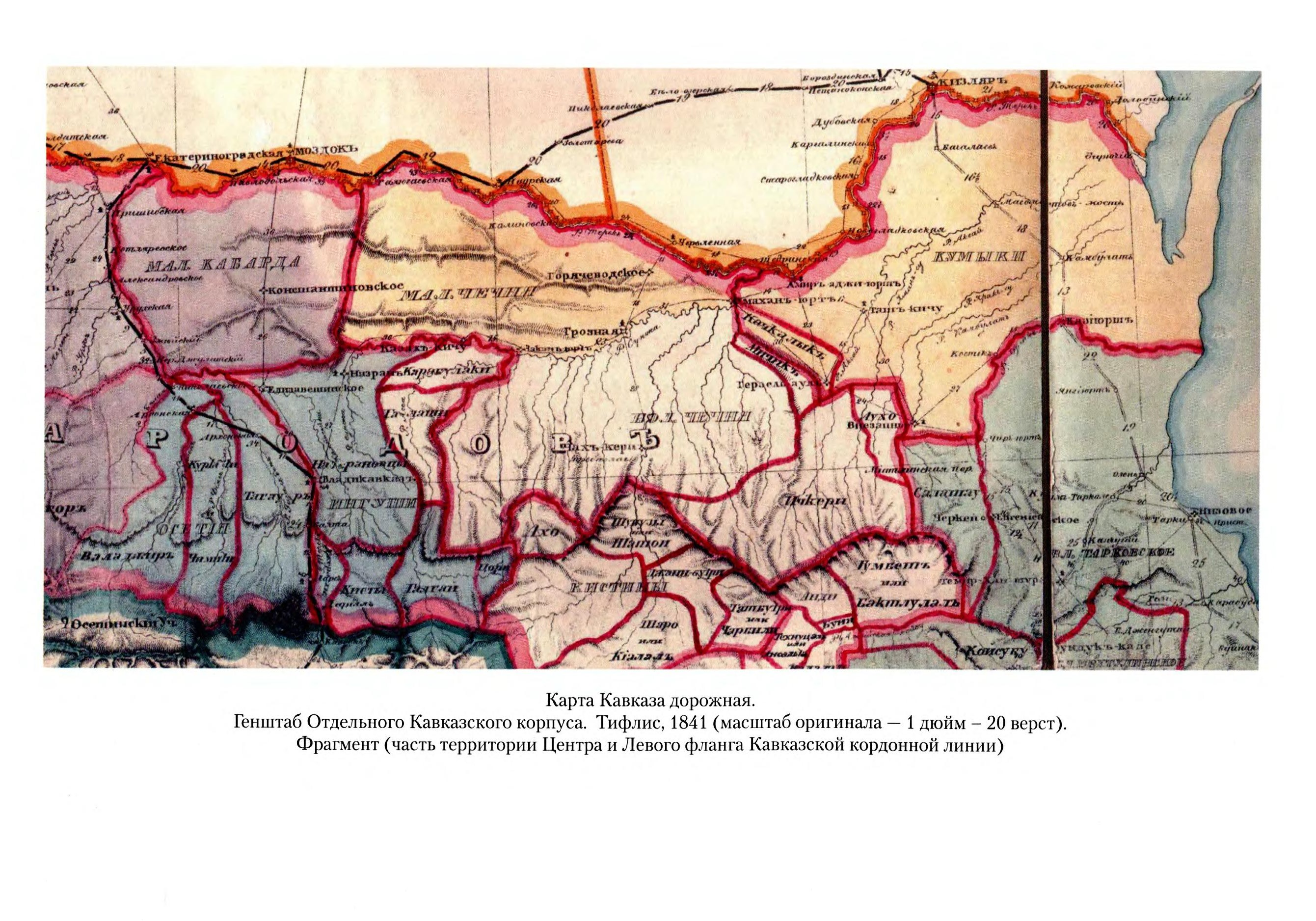
Карта Східного Кавказу 1841 рік

Ічкерія (чеч. Нохч-мохк) — назва історичної області на південному сході нинішньої Чеченської республіки. Найчастіше Ічкерією помилково називається вся територія Чечні.

## Історія
Назва «Ічкерія» походить від річки Іскерк  (чеч. Искаьрк) . Самі чеченці цю територію називають ще однією назвою, що позначається російськими документами як «Ічкерія» — Нохчі-мохк (чеч. Чеченская земля) . За іншою версією Ічкерія — слово чеченське, у перекладі українською мовою означає рівне місце серед височини. У застосуванні до географічного положення Ічкерії ця назва дуже характерна і відповідає дійсності.
Назви цих сіл є одночасно і назвами тайпів з Ічкерії (Нохч-Мохка): Алерой, айткхаллой, белгатой, беной, белтой, гордалой, гендарганой, гуной, зандакой, курчалой, сесаной, ішхой, харачой, цонтарой, черйой егашбатой, елістанжхой, енакхалой, енганой, ерсаной, ялхой.